# جعفر أحمد سعيد
جعفر أحمد سعيد حساني (مواليد 20 فبراير 1966) هو سياسي قمري من القمر الكبرى. منذ 26 مايو 2016، شغل منصب نائب رئيس جزر القمر للاقتصاد والتخطيط والصناعة والحرف والاستثمارات والقطاع الخاص وشؤون الأراضي في جزر القمر.
عارض جعفر التعديلات التي قام بها غزالي عثماني على الدستور. في سبتمبر 2018، أُمر بالقبض عليه بتهمة التآمر ضد الدولة.